# Carmen Vidal Marsal
Carmen Vidal Marsal (San Sadurní de Noya, 11 de junio de 1959) es una veterinaria primatóloga española, activista comprometida con la conservación de chimpancés y otros primates. Su labor se centra en la supervivencia de estas especies y en promover el desarrollo de las comunidades locales en África, con un enfoque especial en el empoderamiento de las mujeres. Ha sido galardonada con el Premio Jane Goodall de Biología de la Conservación y Ética Medioambiental por la Universidad de Alicante en 2012, en reconocimiento a su trabajo en favor de la fauna africana y las comunidades vulnerables de la región.

## Trayectoria
Nació en Barcelona en 1959, hija de Ana María y Constantino. Cursó sus estudios universitarios en la Facultad de Veterinaria de la Universidad de Zaragoza, donde se licenció en 1984, con el título de veterinaria, en la especialidad de Medicina y Sanidad. Tras licenciarse, comenzó su carrera trabajando con animales de compañía, aunque pronto desarrolló un interés particular por los animales exóticos, especialmente los primates. Su conexión con África fue temprana, realizando sus primeros viajes al continente durante cortos periodos de tiempo y posteriormente, estancias más prolongadas que la llevaron a trabajar en el antiguo Congo francés y más tarde en el antiguo Congo belga.
En 1996, inició su trabajo en el Congo francés, dedicando cada vez más tiempo a la conservación de primates. En 2006, después de años de experiencia en la región, comenzó a colaborar con el Centro de Rehabilitación de Primates de Lwiro, en la provincia de Kivu Sur, en la República Democrática del Congo. Allí ha desarrollado una parte importante de su labor, enfrentándose a los desafíos derivados de la situación de guerra, inseguridad y crisis humanitaria de la zona. Además, ha trabajado con la ONG Coopera, centrada en el desarrollo integral de las comunidades locales en la República Democrática del Congo, y ha colaborado con la Sociedad CREA, un Centro de Recursos Africanistas.
Su enfoque de trabajo se caracteriza por una visión holística, que no solo busca la protección de los primates en peligro de extinción, como el chimpancé y el gorila de montaña, sino también la mejora de las condiciones de vida de las comunidades locales. Ha impulsado iniciativas como la creación de equipos infantiles de fútbol, la apertura de orfanatos y centros de formación, así como programas de apoyo a la comunidad pigmea, uno de los grupos más vulnerables de la región.

## Reconocimientos
En 2012, Carmen Vidal Marsal fue galardonada con el Premio Jane Goodall de Biología de la Conservación y Ética Medioambiental por la Universidad de Alicante, en reconocimiento a su labor en favor de la conservación de los primates y su trabajo de desarrollo comunitario en África. Además, ha recibido el respaldo de la Academia de Ciencias Médicas de Bilbao y el Colegio de Veterinarios de Vizcaya, quienes han destacado su dedicación a la fauna africana y su esfuerzo por construir un puente de comprensión y respeto entre las culturas africana y occidental.